# 小普请奉行
小普请奉行（日语：／）是日本江户幕府设立的一个职务。
小普请奉行由旗本担任，隶属于若年寄。该职务属于诸大夫角色，俸禄为2000石，负责芙蓉间的工作。定员为2名。
该职务首次设立于1685年（贞享二年），主要负责江户城及德川家菩提寺——宽永寺、增上寺等的建设、修缮事务。
在其下设有小普请方、小普请改役、小普请吟味役等职务。
小普请奉行与普请奉行、作事奉行一起被称为“下三奉行”。